# Guglielmo Malatesta
E. Guglielmo Malatesta (6 de dezembro de 1891 — 20 de novembro de 1920) foi um ciclista italiano que correu profissionalmente em 1909. Em Londres 1908 ele competiu pela Itália em três provas, na velocidade, dos 5000 metros e 100 quilômetros.